# كايلاش بوراج
كايلاش بوراج (بالإنجليزية: Kailash Purryag) (و. 1947 – م) هو سياسي من موريشيوس ولد في فاكوس-فينيكس. تولى رئاسة جمهورية بلاده (2012-07-21–2015-05-29) .